# Sthenurus atlas
Sthenurus atlas — вимерлий вид родини Кенгурових. Голотипом є розбита права нижня щелепа з P3-M2. Місцезнаходження голотипу: Велінгтонська долина, Новий Південний Уельс. 